# Maxim Alexandrowitsch Beljajew
Maxim Alexandrowitsch Beljajew (russisch Максим Александрович Беляев; * 30. September 1991 in Osjory) ist ein russischer Fußballspieler.

## Karriere

### Verein
Beljajew begann seine Karriere bei Lokomotive Moskau. Im Juli 2009 gab er im Cup sein Profidebüt. Im selben Monat debütierte er dann gegen Amkar Perm auch in der Premjer-Liga. Dies blieb in der Saison 2009 allerdings sein einziger Einsatz. In der Saison 2010 wurde er nicht eingesetzt. Zur Saison 2011/12 wurde er an den Zweitligisten Dynamo Brjansk verliehen. Für Brjansk spielte er zehnmal in der Perwenstwo FNL, ehe er in der Sommerpause an den Ligakonkurrenten Torpedo Wladimir weiterverliehen wurde. Bis zur Winterpause spielte er 14 Mal in der FNL und erzielte dabei vier Tore.
Im Januar 2012 kehrte Beljajew wieder nach Moskau zurück. Bis zum Ende der Spielzeit kam er zehnmal in der Premjer-Liga zum Einsatz. In der Saison 2012/13 spielte er dann aber wieder bis zur Winterpause nur einmal. Im Januar 2013 wurde der Innenverteidiger innerhalb der Liga an den FK Rostow verliehen. In Rostow kam er bis Saisonende zu fünf Einsätzen. Zur Saison 2013/14 kehrte der Abwehrspieler erneut zu Lok zurück, in den folgenden zwei Spielzeiten blieb er aber ohne Einsatz.
Zur Saison 2015/16 wechselte Beljajew dann fest zum Zweitligisten Schinnik Jaroslawl. Für Schinnik kam er bis zur Winterpause zu 16 Zweitligaeinsätzen. Im Februar 2016 verließ er Jaroslawl wieder und schloss sich dem Ligakonkurrenten Arsenal Tula an. Für Tula spielte er bis Saisonende 14 Mal in der FNL, mit dem Klub stieg er zu Saisonende in die Premjer-Liga auf. In der Saison 2016/17 kam er zu 27 Erstligaeinsätzen, in der Saison 2017/18 machte er ebenfalls 27 Spiele. In der Saison 2018/19 wurde er 28 Mal eingesetzt. In der Saison 2019/20 spielte er 29 Mal. In der Saison 2020/21 kam er zu 16 Einsätzen, in der Saison 2021/22 spielte er noch zwölfmal in der Premjer-Liga, ehe er mit Arsenal nach sechs Saisonen wieder in die FNL abstieg. Nach dem Abstieg verweigerte Beljajew eine Gehaltskürzung, woraufhin er suspendiert wurde.

### Nationalmannschaft
Beljajew spielte zwischen 2009 und 2013 zwölfmal für russische Jugendnationalauswahlen. Mit der U-21-Mannschaft nahm er 2013 an der EM teil. Er kam in allen drei Partien zum Einsatz, Russland schied aber punktelos in der Vorrunde aus.
Im März 2019 wurde er erstmals in den Kader der A-Nationalmannschaft berufen, zum Einsatz kam er aber noch nicht. Im November 2019 absolvierte Beljajew dann in einem EM-Qualifikationsspiel gegen San Marino sein erstes Spiel im A-Nationalteam.